# Hotel Holiday (Sarajevo)

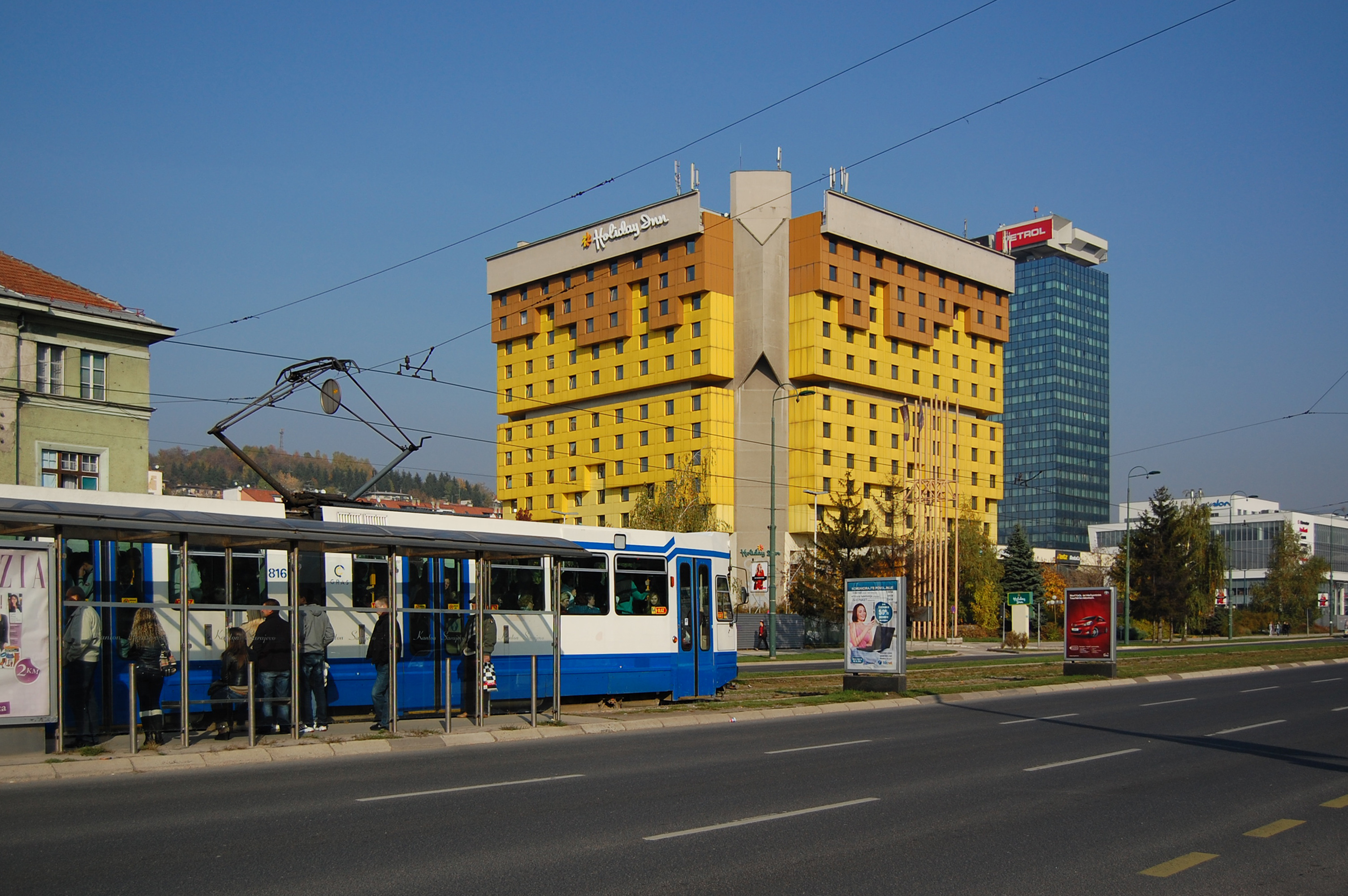
Hotel Holiday v Sarajevu

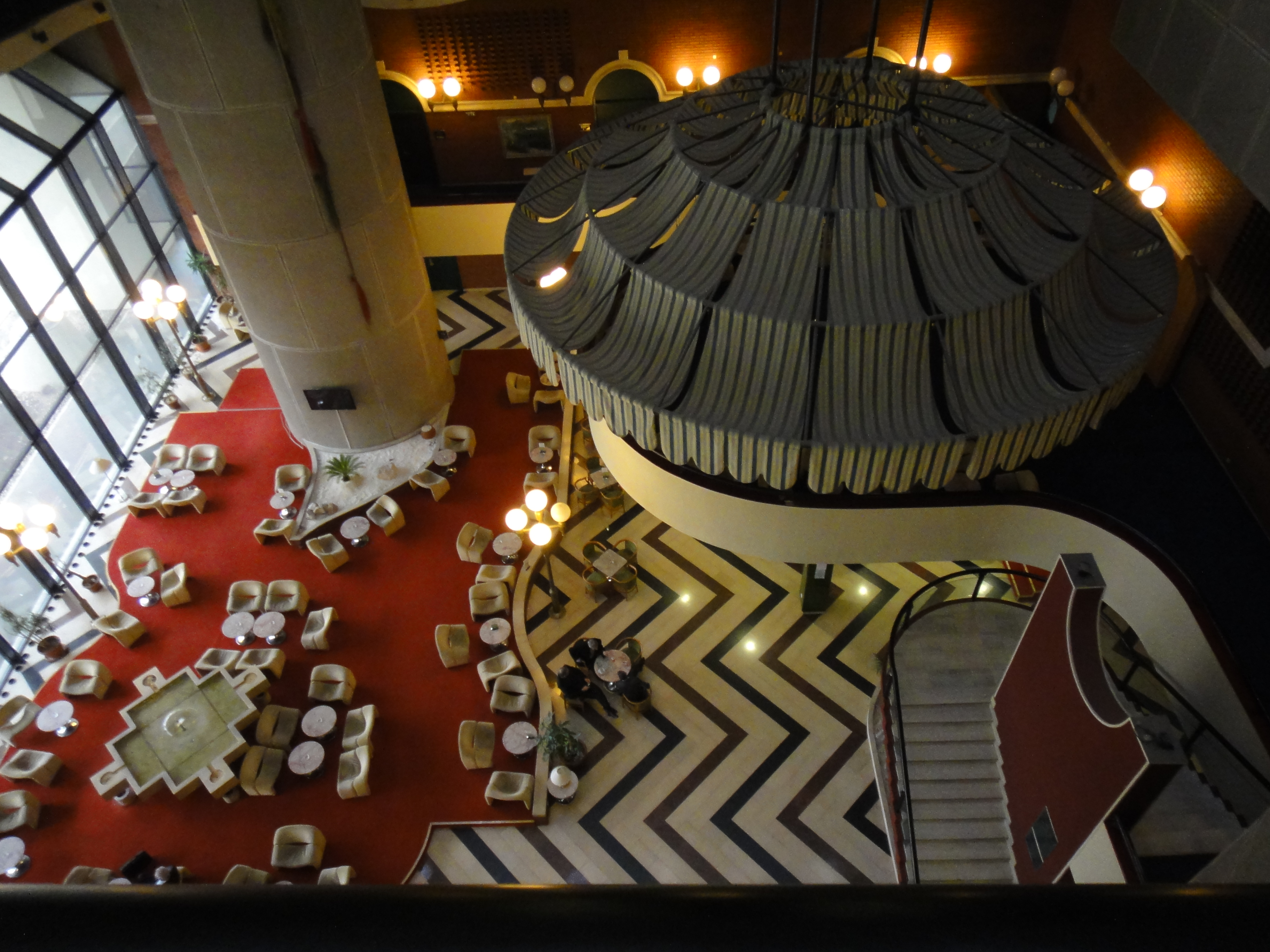
Vstupní lobby.

Hotel Holiday v metropoli Bosny a Hercegoviny Sarajevu patří k moderním stavbám, které se nacházejí v blízkosti centra metropole. Má adresu Zmaja od Bosne 4, a nachází se v místní části Centar (Centrum). Jedná se o desetipatrový objekt, který má k dispozici 380 pokojů.

## Historie
Hotel byl vybudován podle návrhu architekta Ivana Štrause. Ve své době se jednalo o moderní ubytovací zařízení, navíc zbudované v blízkosti jak hlavních dopravních tahů do centra metropole, tak i železničního nádraží. Nápadná budova se čtvercovým půdorysem a žlutou fasádou nicméně velmi brzy po svém dokončení vzbudila ve městě řadu dotazů a byla často vychvalovaná, jindy odsuzovaná. Jeho desetipatrová fasáda je rozčleněna jak mezi pátým a šestým patrem, tak i u pater posledních, kde hnědý obklad odkazuje na tradiční bosenské domy z období turecké nadvlády. Hotel byl zbudován pro potřeby ubytování delegací během Zimních olympijských her 1984 v letech 1982 až 1983 a otevřen v říjnu 1983.
Budova hotelu se proslavila nicméně i během války v Bosně a Hercegovině v 90. letech 20. století. Na začátku konfliktu z jeho střechy ostřelovači útočili na demonstanty. Hotel se během obléhání Sarajeva nacházel přímo v zóně vystavené bojům, ubytovávaly se v něm nicméně novináři ze západních zemí. Po skončení války byl dlouhou dobu zchátralý, nakonec jej odkoupil místní podnikatel a zrekonstruoval. Budova hotelu se vrátila do podoby blízké stavu z 80. let 20. století. V roce 2017 byl otevřen pod názvem Hotel Holiday.